# Operation Stealth
Operation Stealth ist ein Point-and-Click-Adventure des Softwareherstellers Delphine Software International. Es erschien 1990 für Commodore Amiga, Atari ST und den IBM-PC bei U.S. Gold. In den USA wurde es unter dem Titel James Bond: The Stealth Affair vertrieben.

## Handlung
Der Geheimagent John Glames wird als Tourist getarnt nach Südamerika geschickt, um einen kurz zuvor vom US-amerikanischen Militärstützpunkt Naval Air Station Miramar gestohlenen Tarnkappenbomber vom Typ F-19 wiederzubeschaffen. Kaum auf dem Zielflughafen in Santa Paragua angekommen, beginnen die Probleme, denn auch der KGB ist auf der Suche nach dem verschwundenen Flugzeug. Glücklicherweise ist Glames im Besitz eines speziellen Agentenkoffers, der allerhand technische Spielereien enthält, die ihm immer wieder aus brenzligen Situationen helfen.

## Spielprinzip
Das Spiel ist ein klassisches Point-and-Click-Adventure, wobei der Spieler in der Rolle des Geheimagenten John Glames agiert. Er bewegt die Figur indirekt durch Anklicken bestimmter Positionen auf dem Bildschirm durch die Spielwelt, sammelt dabei Gegenstände auf, führt Gespräche und löst genretypische Logik- und Kombinationsrätsel. Dafür steht dem Spieler ein Pop-up-Menü mit sechs Verben zur Verfügung. Neben den klassischen Adventurerätseln wird der Spielverlauf in mehreren Arcade-Sequenzen fortgeführt.

## Hintergrund
In den USA erschien das Spiel mit einer Lizenz als offizielles James-Bond-Spiel unter dem Titel James Bond: The Stealth Affair. Neben dem Titel wurden dafür lediglich kleinere Anpassungen am Spiel vorgenommen, sodass sich die beiden Versionen kaum unterscheiden. Aus der Hauptfigur John Glames wurde James Bond, anstatt für die CIA arbeitet der für den MI6, wurde aber an die CIA „ausgeliehen“. Weitere Charaktere aus der offiziellen James-Bond-Reihe tauchen nicht auf. Da das Spiel aber bereits in der Ursprungsversion stark von James Bond beeinflusst ist, sind dennoch einige für James-Bond-Abenteuer typische Zugaben vorhanden, z. B. der Smoking des Geheimagenten, exotische Schauplätze, schöne Frauen und technische Spielereien.
Das in diesem Spiel verwendete Interface hatte Delphine bereits in ihrem Erstlingswerk Future Wars eingesetzt. Es wurde etwas verbessert und ermöglicht jetzt auch das Untersuchen bzw. Kombinieren von im Inventory vorhandenen Gegenständen.
Bei seinem Erscheinen in Deutschland kostete das Spiel ca. 90 D-Mark.
Das Spiel wurde damals als „Cinematique“-Adventure vermarktet, was nichts anderes bedeutet, als dass man das Spiel komplett per Maus steuert – ohne Tastatur, was bei Erscheinen des Spiels in Adventures noch nicht üblich war.

### Die Macher
- Programmierung: Paul Cuisset, Jésus Martinez & Philippe Chastel
- Grafik: Michèle Bacqué & Emmanuel Le Coz
- Musik: Jean Baudlot & Marc Minier

## Kritik
Heinrich Lenhardt schrieb in der Zeitschrift Power Play, Operation Stealth erreiche „nicht den Spielwitz und das hohe Puzzle-Niveau von Klassikern wie Zak McKracken, aber die Delphine-Leute sind auf dem richtigen Weg. Ihr neuer Titel ist ein Agenten-Abenteuer mit Witz und Spielkomfort.“ Als Gesamtwertung erhielt das Spiel in der Power Play 73 Prozent.
Die Zeitschrift Amiga Joker vergab eine Gesamtwertung von 87 Prozent und urteilte: „Alles in allem ist Operation Stealth ein erstklassiges Game.“